# Vickelby
Vickelby är ett bostadsområde i Skärblacka, i Norrköpings kommun. Området är ett av ortens största, och ligger naturskönt i Skärblackas sydöstra del med nära anslutning till orten Kimstad.
Området består av två indelningar, den norra och södra sidan. Den norra sidan består av 5 st gatulängder men likadana hus i olika färger, med lekplatser emellan husraderna. På andra sidan Prästgårdsvägen ligger den södra sidan, även den med 5 gatulängder, där husens form ibland skiljer sig lite emot varandra.
Bostadsområdet är barnvänligt med mycket lekparker och även öppna gräsytor.
På västra sidan ligger en större skog, med goda möjligheter att finna svamp och blåbär under rätt årstid.
I väst ligger även ett kommunalt äldreboende vid namn Vickelbygården, samt kommunal förskola vid namn Mellangården.
Längs med Prästgårdsvägen som delar norra och södra delen ligger ett stall och hästhagar.
I norra delen ligger Ica Supermarket, som är ortens stora livsmedelsbutik.